# Alfred Gropp
Alfred Gropp (* 15. April 1924 in Mannheim; † 22. Oktober 1983 in Lübeck) war ein deutscher Hochschullehrer für allgemeine und spezielle Pathologie, dessen zentrales Forschungsgebiet vor allem der Pathologie der fetalen Entwicklung und im Zusammenhang damit auch der Zytogenetik galt, der aber auch Erkenntnisse zur allgemeinen Biologie der Vererbung beitrug.

## Leben
Alfred Gropp kam als Sohn des Weinkaufmanns und nachmaligen Bürgermeisters von Bad Dürkheim am 15. April 1924 zur Welt. Seine Mutter war jüdischer Abstammung, weshalb er unter der Naziherrschaft schon als Schüler rassistische Diskriminierung erfuhr. Dennoch schloss er die Schule 1942 mit der Reifeprüfung ab, durfte aber seiner Abstammung wegen nicht studieren. Aus einer Ausbildung bei der Steuerbehörde wurde er durch Einberufung zur Organisation Todt herausgerissen und kam in ein Arbeitslager nach Frankreich. Es heißt, dass er – obwohl „wehr-unwürdig“ und kein Soldat – bei den Amerikanern Kriegsgefangener wurde, sich als Landarbeiter in die Freiheit mogelte, um so bald als möglich 1945 mit einem Studium zu beginnen. Die medizinische Fakultät wählte er, weil diese in Heidelberg als erste wieder mit der Lehre begann. Seine breitgefächerten Interessen führten ihn auch zu Vorlesungen in anderen Fakultäten, insbesondere die von Jaspers, v. Eckardt und Radbruch.
Noch während des Studiums heiratete er seine Jugendfreundin und Kommilitonin Dorothea Schuster, die bei der Familie Gropp Schutz gefunden hatte, nachdem ihre Eltern 1943 verhaftet und eingesperrt worden waren. Ihre jüdische Mutter kam nach Auschwitz und wurde dort 1944 ermordet.
Zum Termin des Staatsexamens wurde dann Felix, der Älteste der drei Söhne von Dorothea und Alfred Gropp, geboren, wodurch Dorothea Gropp ihre praktische Ausbildung nicht durch ihre Pflichtassistentenzeit abschließen konnte. Erst vierzig Jahre später holte sie diese nach und dies nach und war dann als Witwe noch ärztlich tätig.
Seine erste Assistentenstelle bekam Alfred Gropp in der Anatomie, setzte seine Ausbildung bei Lettré fort und ging mit einem Stipendium der WHO nach Paris zu Oberling, Delarue und Bernard. 1954 begann er seine Ausbildung im Pathologischen Institut Bonn bei Herwig Hamperl. Nach der Habilitation 1961 wurde er 1962 Oberarzt, 1966 apl. Professor und leitete die Abteilung für Zytologie und Zytogenetik. In dieser Zeit führten ihn drei Forschungsaufenthalte 1964/65 an das Department of Biology, City of Hope National Medical Center in Duarte/Californien zu Susumu Ohno; 1967 als Gastprofessor an das Department of Pathology der Dartmouth Medical School und 1969 an die Universität Chiang Mai in Thailand.
1969, unter dem neuen Bonner Ordinarius Peter Gedigk, wurde die Abteilung Gropps nun Abteilung für Kinderpathologie unter Beibehaltung ihrer bisherigen Forschungsschwerpunkte.
1972 erhielt Alfred Gropp einen Ruf als ordentlicher Professor für Allgemeine Pathologie und Pathologische Anatomie an die damalige Medizinische Akademie Lübeck, zu der Zeit zunächst noch zweite Medizinische Fakultät der Universität Kiel, dann aber bald als Medizinische Hochschule Lübeck eigenständig. Als Gropp sein Amt antrat, waren dort nur zwei erfahrenere Assistenten verblieben, von denen einer aus Bonn vorausgeschickt worden war. Er konnte unter seinen Doktoranden und Schülern noch weiter Assistenten heuern, aber es gab keinen Oberarzt, niemanden mit einer universitären Lehrbefugnis und noch nicht einmal einen Facharzt für Pathologie. Zudem war die alte Lübecker Prosektur für die Aufgaben des Institutes in Lehre, Dienstleistungen für die zwei Klinikstandorte in Lübeck und Forschung zu klein. Diese ersten Jahre in Lübeck forderten – und überforderten – seine jungen Assistenten, die oft Aufgaben meistern mussten, mit denen an etablierten Instituten Fachärzten oder Habilitanden betraut worden wären. Am höchsten belastet aber war der Chef des Hauses selbst, was sich auch in der Zahl von Gropps Publikationen widerspiegelt, deren Zahl in den frühen Siebziger-Jahren deutlich einbrach, dann aber nach dem Aufbau des Institutes die Produktivität der früheren Jahre überstieg.
Ein Grund für die zugrunde liegende Personalmisere war, dass in Lübeck der erfahrene und als morphologischer Diagnostiker bewährte Friedrich Wegener, gut vernetzt mit der lokalen Ärzteschaft, ein privates pathologisches Institut betrieb. Für den Chef des Hochschulinstitutes blieben infolgedessen nur magere Nebeneinnahmen, was das Institut für Fachärzte und Habilitierte uninteressant machte. Zudem gab es auf Seiten Gropps eine Reserve zu Wegener, denn dieser war nicht nur Bruder eines NSDAP-Gauleiters gewesen, hatte in Breslau unter dem Rassenideologen Martin Staemmler gearbeitet, war ab 1932 NSDAP- sowie SA-Mitglied gewesen und hatte sich nie von seiner Nazivergangenheit distanziert. Als dann an der Hochschule der Vorschlag aufkam, Wegener wegen seiner Verdienste um die damals noch mit seinem Namen belegte Granulomatose zum Honorarprofessor zu ernennen, leistete Gropp erbitterten Widerstand, konnte aber eine Ehrendoktorwürde nicht verhindern.
Zu dieser Zeit war das Institut aus seiner Beengung in der alten Prosektur an der Kronsforder Allee in Räume des neu erbauten Transitoriums im Klinikum an der Ratzeburger Allee umgezogen und zwei seiner Mitarbeiter erhielten 1975 die Anerkennung als Fachärzte für Pathologie, avancierten dann auch so baldmöglichst zu Funktionsoberärzten, um dann auf ihre Habilitation zu zuarbeiteten. Die erste war dabei Helga Rehder, die seit Jahren systematisch alle Aborte untersucht und aufwendig dokumentiert hatte. Sie war auch beauftragt worden, mit einer italienischen Mitarbeiterin die induzierten Aborte nach dem Sevesounglück zu untersuchen, und wurde in dieser Sache auch vor dem US-Kongress angehört. Nach dem Tode ihres Lehrers wechselte sie zur Humangenetik und wurde später auf den Lehrstuhl diesen Faches nach Marburg berufen. 2003 erhielt sie die Jacob-Henle-Medaille der medizinischen Fakultät der Georg-August-Universität Göttingen.
Ein für Immunologie habilitierter früherer Mitarbeiter des Bonner Institutes, Dieter Sellin, kam später als weiterer, leitender, Oberarzt dazu, musste aber von seinen Untergebenen erst das Handwerk der klinisch-pathologischen Diagnostik lernen, konnte jedoch den Institutsdirektor von administrativen Aufgaben in vielem entlasten. Einen Ruf auf den Lehrstuhl für Humangenetik an der Universität Amsterdam 1978 lehnte Gropp ab, die Aufgabe war für ihn verlockend, aber er argumentierte, dass man mit über fünfzig Jahren nicht ohne Not den Beruf wechsele.
In seinen letzten fünf Lebensjahren richtete er zwei große Tagungen aus und war Hauptredner an einer dritten. 1978 versammelte sich auf seine Einladung hin die Sektion Zytogenetik der Gesellschaft für Anthropologie und Humangenetik. Auf ihn und seine Mitarbeiter zugeschnitten war die 66. Tagung der Deutschen Gesellschaft für Pathologie 1982 in Göttingen und im September 1983 stand er der VIII. Internationale Chromosomen-Konferenz in Lübeck als Generalsekretär vor. Dies alles in einem vergleichsweise kleinen Institut, dessen junges Team bei allem Einsatz aber den hochgesteckten Erwartungen ihres Institutschefs nicht immer nachkommen konnten und vielfach seiner Führung, Beratung und Leitung bedurfte, zumal sein jüngerer Oberarzt nach der Habilitation in die Leitung eines spezialisierten privaten Institutes wechselte. So kam es, dass Gropp nach der Konferenz im September 1982 dringend einer Ruhepause bedurft hätte, die er sich aber nicht gönnte, weil er, so ein früherer Mitarbeiter, den Referenten noch brieflich danken wollte. Er wird dazu zitiert „wenn es jetzt nicht geschehe, werde es nie mehr geschehen.“ Seine Mitarbeiter merkten, dass er unter Beschwerden litt, aber er ließ kein Angebot auf Hilfe zu und Ende Oktober verstarb er plötzlich und unerwartet, nachdem er bei Gartenarbeiten am Wochenende zusammengebrochen war.
An Alfred Gropps Wirkungsstätten gab es stets Gastwissenschaftler und Besucher aus allen Erdteilen, Ärzte, Genetiker, Anthropologen und Biologen oft illustre Gäste, vielfach aber auch Stipendiaten, von denen viele bis zu seinem Tode mit ihm in Verbindung blieben. Zur Trauer- und Gedenkfeier am 16. Juni 1984 in Lübeck reisten Pathologen und Genetiker, Freunde, frühere Mitarbeiter und Stipendiaten aus Europa, USA und sogar aus Japan an.

## Werk
Die Zeit bei Lettré mit der Ausbildung in der Gewebezucht in vitro legte den Grundstein für seine Karriere in Pathologie und Zytogenetik. Der damals führende Pathologe im deutschen Sprachraum, der eben nach Bonn berufene Herwig Hamperl, nahm ihn als Schüler an und betraute ihn mit dem Aufbau einer Abteilung für Gewebezucht in seinem Institut. Gropp publizierte dann vor allem über enzymhistochemische Untersuchungen sowie Phagocytose und Pinocytose in Zell- und Gewebekulturen. Einen Teil der Veröffentlichungen fasste er – wie bei Hamperl üblich – dann zu seiner Habilitationsschrift (1961) zusammen.
Ab 1962 finden sich bei ihm dann zunehmend Arbeiten über Chromosomen-Untersuchungen, die dann nach seinem Gastaufenthalt bei S. Ohno in Duarte (CA) zunehmend häufiger werden. Er übernahm zu der Zeit die zytogenetischen Untersuchungen für das Univ.-Klinikum in Bonn. Vor allem untersuchten er und seine Schülerin H. Rehder alle erreichbaren Spontanaborte, die Frau Rehder sehr subtil sezierte und dokumentierte und von denen man, wenn nur irgend möglich, Zellkulturen anlegte und nach Chromosomenanomalien suchte. Mit seinen Daten konnte er die Ergebnisse von André und Joëlle Boué, bestätigen, die menschlichen Schwangerschaften eine Rate von Spontanabortenvon über 50 % ausmachten, die Mehrzahl davon vor dem Ausbleiben der ersten Regelblutungen. Etwa 5 % dieser Aborte gingen auf Triploidien (dreifacher statt doppelter Chromosomensatz) zurück, was sich nicht nur zytogenetisch, sondern auch DNA-photometrisch erfassen ließ. Als die Boués nach Gropps Tod ihre Ergebnisse aktualisierten und zusammenfassten ehrten sie ihn, indem sie ihn noch posthum als Koautor nannten.
Diese Forschungstätigkeit erfuhr eine neue Dimension durch Gropps Studien zur Zytogenetik und Evolution des Chromosomenkomplements der Säugetiere. So nutzte er einen Urlaub für eine Expedition zum Fang von Waldlemmingen (Myopus schistocolor), um mit deren Chromosomenanalysen das merkwürdige Geschlechterverhältnis dieser Nager aufzuklären. Seine Sternstunde kam als E. von Lehmann (Museum König in Bonn) im Val poschiavo der Südschweiz die nur noch historisch bekannte Mäuserasse der Tabakmaus (mus musculus poschiavinus) wiederentdeckte. In deren Chromosomensatz fand Gropp dann statt der vierzig akrozentrischen Chromosomen der Haus- und Labormaus deren nur sechsundzwanzig, von denen sieben metazentrisch waren. Da die Hybriden mit der Labormaus – wenn auch eingeschränkt – fertil waren, mussten die sieben metazentrischen zu vierzehn der akrozentrischen Chromosomen der Labormaus homolog sein. Lore Zech, die Erstbeschreiberin des Q-banding der Chromosomen, konnte dies durch die Bandenmuster der jeweiligen Chromosomen bestätigen. Es handelte sich somit um eine neutrale Mutation, die Robertsonsche Translokation (oder Fusion), bei der zwei akrozentrische Chromosomen am Zentromer zu einem metazentrischen verschmelzen verschmelzen.
Schon mit den ersten Karyogrammen der Tabakmaus erkannte Gropp, dass er aus den Hybriden von Tabak- und Labormaus ein einzigartiges System zur Untersuchung von Chromosomenfehlverteilung und insbesondere von Trisomien entwickeln konnte, indem er Mäuse mit einem einzigen metazentrischen Chromosom heraus züchtete. In deren Hybriden mit der Labormaus mussten notwendigerweise vermehrt definierte Trisomien auftreten. Diese wiederum waren modellhaft für die die durch Chromosomentranslokation bedingten Trisomien beim Menschen wie beispielsweise in einzelnen Fällen des Down-Syndromes. Zunächst wurden die Missbildungen embryonalen Trisomien analysiert bald folgten aber auch Untersuchungen zum Gen-Dosis Verhältnis bei Trisomien und zur Auswirkung der Trisomien auf einzelne Organsysteme, insbesondere der Blutbildung, so dass E. Capanna, der im Apennin zwei weitere Wildmaus-Stämme („CB“ und „CD“) mit Robertsonachen Translokationen entdeckt hatte, schrieb, Gropp habe den Cytogenetikern die Untersuchungsmöglichkeiten „auf einem Silbertablett präsentiert“.